# Speyeria gloriosa
Speyeria gloriosa är en fjärilsart som beskrevs av Moeck 1975. Speyeria gloriosa ingår i släktet Speyeria och familjen praktfjärilar. Inga underarter finns listade i Catalogue of Life.